# 彼得里夫卡-羅門斯卡
50°22′13″N 33°45′16″E / 50.37028°N 33.75444°E
彼得里夫卡-羅門斯卡（烏克蘭語：Петрівка-Роменська）是位於烏克蘭中部的村落，由波爾塔瓦州米爾霍羅德區的彼得里夫卡-羅門斯卡市鎮負責管轄。該村處於霍羅爾河畔，距離巴利亞斯內2公里，面積4.08平方公里，2001年人口2,721。